# Japán az 1984. évi téli olimpiai játékokon
Japán a jugoszláviai Szarajevóban megrendezett 1984. évi téli olimpiai játékok egyik részt vevő nemzete volt. Az országot az olimpián 9 sportágban 39 sportoló képviselte, akik összesen 1 érmet szereztek.

## Érmesek
| Érem  | Versenyző         | Sportág        | Versenyszám |
| ----- | ----------------- | -------------- | ----------- |
| Ezüst | Kitazava Josihiro | Gyorskorcsolya | Férfi 500 m |

## Alpesisí
Férfi
| Versenyző      | Versenyszám      | 1. futam      | 1. futam      | 2. futam | 2. futam | Összesítés | Összesítés |
| Versenyző      | Versenyszám      | Idő           | Hely.         | Idő      | Hely.    | Idő        | Helyezés   |
| -------------- | ---------------- | ------------- | ------------- | -------- | -------- | ---------- | ---------- |
| Csiba Sinja    | Lesiklás         |               |               |          |          | 1:49,02    | 28.        |
| Csiba Sinja    | Óriás-műlesiklás | 1:25,67       | 29.           | 1:27,51  | 31.      | 2:53,18    | 30.        |
| Ivaja Naomine  | Műlesiklás       | nem ért célba | nem ért célba | kiesett  | kiesett  | kiesett    | kiesett    |
| Ivaja Naomine  | Óriás-műlesiklás | 1:25,02       | 28.           | 1:24,67  | 24.      | 2:49,69    | 25.        |
| Kaiva Tosihiro | Műlesiklás       | 53,61         | 20.           | 50,26    | 12.      | 1:43,87    | 12.        |
| Kaiva Tosihiro | Óriás-műlesiklás | 1:24,92       | 27.           | 1:25,05  | 26.      | 2:49,97    | 26.        |
| Kodama Oszamu  | Műlesiklás       | 53,42         | 16.           | kizárták | kizárták | kiesett    | kiesett    |
| Kodama Oszamu  | Óriás-műlesiklás | 1:24,81       | 25.           | 1:25,40  | 27.      | 2:50,21    | 27.        |

## Biatlon
| Versenyző                                                       | Versenyszám      | Lövőhiba | Időeredmény | Helyezés |
| --------------------------------------------------------------- | ---------------- | -------- | ----------- | -------- |
| Kinosita Sóicsi                                                 | 10 km sprint     | 1        | 34:12,2     | 30.      |
| Kinosita Sóicsi                                                 | 20 km egyéni     | 7        | 1:23:49,8   | 39.      |
| Murasze Josinobu                                                | 10 km sprint     | 3        | 35:35,9     | 43.      |
| Murasze Josinobu                                                | 20 km egyéni     | 6        | 1:23:39,1   | 38.      |
| Jamasze Iszao                                                   | 10 km sprint     | 4        | 35:57,0     | 47.      |
| Jamasze Iszao                                                   | 20 km egyéni     | 7        | 1:25:09,6   | 42.      |
| Jamasze Iszao Kinosita Sóicsi Murasze Josinobu Degucsi Hirojuki | 4 × 7,5 km váltó | 1        | 1:51:43,1   | 15.      |

## Bob
| Versenyző                                                   | Versenyszám | 1. futam | 1. futam | 2. futam | 2. futam | 3. futam | 3. futam | 4. futam | 4. futam | Összesítés | Összesítés |
| Versenyző                                                   | Versenyszám | Idő      | Hely.    | Idő      | Hely.    | Idő      | Hely.    | Idő      | Hely.    | Idő        | Helyezés   |
| ----------------------------------------------------------- | ----------- | -------- | -------- | -------- | -------- | -------- | -------- | -------- | -------- | ---------- | ---------- |
| Okacsi Hirosi Jaku Júdzsi                                   | Kettes      | 53,29    | 20.      | 53,37    | 19.      | 53,15    | 23.      | 53,15    | 20.      | 3:32,96    | 20.        |
| Funajama Júdzsi Szugavara Szatosi                           | Kettes      | 54,52    | 26.      | 54,23    | 27.      | 53,50    | 26.      | 53,88    | 27.      | 3:36,13    | 27.        |
| Okacsi Hirosi Jaku Júdzsi Funajama Júdzsi Szugavara Szatosi | Négyes      | 51,97    | 24.      | 52,01    | 23.      | 52,40    | 24.      | 52,37    | 23.      | 3:28,75    | 24.        |

## Északi összetett
| Versenyző        | Síugrás | Síugrás | Sífutás | Sífutás | Sífutás | Összesítés | Összesítés |
| Versenyző        | Pont    | Hely.   | Idő     | Pont    | Hely.   | Pont       | Helyezés   |
| ---------------- | ------- | ------- | ------- | ------- | ------- | ---------- | ---------- |
| Marujama Tosiaki | 179,4   | 25.     | 49:24,9 | 194,065 | 11.     | 373,465    | 21.        |
| Tanaka Takahiro  | 198,6   | 14.     | 51:01,5 | 179,575 | 21.     | 378,175    | 20.        |

## Gyorskorcsolya
Férfi
| Versenyző          | Versenyszám | Eredmény | Helyezés |
| ------------------ | ----------- | -------- | -------- |
| Hamaja Kimihiro    | 1000 m      | 1:18,74  | 17.      |
| Hamaja Kimihiro    | 1500 m      | 2:03,72  | 29.      |
| Imamura Tosiaki    | 5000 m      | 7:38,16  | 26.      |
| Imamura Tosiaki    | 10 000 m    | 15:23,37 | 23.      |
| Kitazava Josihiro  | 500 m       | 38,30    |          |
| Kitazava Josihiro  | 1000 m      | 1:19,95  | 31.      |
| Kuroiva Akira      | 500 m       | 38,70    | 10.      |
| Kuroiva Akira      | 1000 m      | 1:17,49  | 9.       |
| Sinohara Maszahito | 5000 m      | 7:37,94  | 24.      |
| Sinohara Maszahito | 10 000 m    | 15:31,70 | 26.      |
| Szuzuki Jaszusi    | 500 m       | 38,92    | 12.      |

Női
| Versenyző       | Versenyszám | Eredmény | Helyezés |
| --------------- | ----------- | -------- | -------- |
| Fuszano Sóko    | 500 m       | 43,75    | 22.*     |
| Fuszano Sóko    | 1000 m      | 1:28,19  | 22.      |
| Hasimoto Szeiko | 500 m       | 42,99    | 11.*     |
| Hasimoto Szeiko | 1000 m      | 1:26,69  | 12.      |
| Hasimoto Szeiko | 1500 m      | 2:12,56  | 15.      |
| Hasimoto Szeiko | 3000 m      | 4:53,38  | 19.      |
| Ozava Hiromi    | 500 m       | 43,46    | 16.      |
| Ozava Hiromi    | 1000 m      | 1:29,20  | 27.      |

* - egy másik versenyzővel azonos eredményt ért el

## Műkorcsolya
| Versenyző     | Versenyszám  | Kötelező elemek   | Kötelező elemek | Kötelező elemek | Rövid program     | Rövid program | Rövid program | Kűr               | Kűr   | Kűr         | Összesítés         | Összesítés |
| Versenyző     | Versenyszám  | Több. hely. száma | Hely.           | Hely. pont.     | Több. hely. száma | Hely.         | Hely. pont.   | Több. hely. száma | Hely. | Hely. pont. | Helyezési pontszám | Helyezés   |
| ------------- | ------------ | ----------------- | --------------- | --------------- | ----------------- | ------------- | ------------- | ----------------- | ----- | ----------- | ------------------ | ---------- |
| Ogava Maszaru | Férfi egyéni | 7×16+             | 16.             | 9,6             | 7×14+             | 14.           | 5,6           | 5×14+             | 14.   | 14,0        | 29,2               | 14.        |
| Kató Maszako  | Női egyéni   | 7×21+             | 21.             | 12,6            | 7×18+             | 18.           | 7,2           | 5×18+             | 19.   | 19,0        | 38,8               | 19.        |

| Versenyző                      | Versenyszám | Kötelező tánc     | Kötelező tánc | Kötelező tánc | Eredeti (original) tánc | Eredeti (original) tánc | Eredeti (original) tánc | Kűr               | Kűr   | Kűr         | Összesítés         | Összesítés |
| Versenyző                      | Versenyszám | Több. hely. száma | Hely.         | Hely. pont.   | Több. hely. száma       | Hely.                   | Hely. pont.             | Több. hely. száma | Hely. | Hely. pont. | Helyezési pontszám | Helyezés   |
| ------------------------------ | ----------- | ----------------- | ------------- | ------------- | ----------------------- | ----------------------- | ----------------------- | ----------------- | ----- | ----------- | ------------------ | ---------- |
| Szató Noriko Takahasi Tadajuki | Jégtánc     | 9×16+             | 16.           | 9,6           | 7×16+                   | 16.                     | 6,4                     | 8×17+             | 17.   | 17,0        | 33,0               | 17.        |

## Sífutás
Férfi
| Versenyző                                                      | Versenyszám     | Eredmény      | Helyezés      |
| -------------------------------------------------------------- | --------------- | ------------- | ------------- |
| Nakazava Júszei                                                | 15 km           | 46:38,6       | 56.           |
| Szaszaki Kazunari                                              | 15 km           | 46:04,8       | 47.           |
| Szaszaki Kazunari                                              | 50 km           | nem ért célba | nem ért célba |
| Szató Szatosi                                                  | 15 km           | 46:25,5       | 50.           |
| Szató Szatosi                                                  | 50 km           | 2:39:43,1     | 47.           |
| Jamada Hideaki                                                 | 15 km           | 45:42,3       | 43.           |
| Szaszaki Kazunari Jamada Hideaki Szató Szatosi Nakazava Júszei | 4 × 10 km váltó | 2:06:42,5     | 13.           |

## Síugrás
| Versenyző        | Versenyszám | 1. ugrás | 1. ugrás | 2. ugrás | 2. ugrás | Összesítés | Összesítés |
| Versenyző        | Versenyszám | Pont     | Hely.    | Pont     | Hely.    | Pont       | Helyezés   |
| ---------------- | ----------- | -------- | -------- | -------- | -------- | ---------- | ---------- |
| Macuhasi Szatoru | Normálsánc  | 75,2     | 49.      | 102,0    | 10.      | 177,2      | 34.        |
| Macuhasi Szatoru | Nagysánc    | 98,6     | 8.       | 79,0     | 37.      | 177,6      | 20.        |
| Nagaoka Maszaru  | Normálsánc  | 101,0    | 12.      | 86,8     | 34.*     | 187,8      | 22.*       |
| Nagaoka Maszaru  | Nagysánc    | 75,5     | 38.      | 63,3     | 48.      | 138,8      | 43.        |
| Sima Hiroo       | Normálsánc  | 78,4     | 45.      | 82,6     | 42.*     | 161,0      | 45.        |
| Sima Hiroo       | Nagysánc    | 44,4     | 51.      | 51,5     | 51.      | 95,9       | 51.        |
| Jagi Hirokazu    | Normálsánc  | 81,5     | 44.      | 51,7     | 58.      | 133,2      | 55.        |
| Jagi Hirokazu    | Nagysánc    | 86,8     | 26.      | 93,0     | 11.*     | 179,8      | 19.        |

* - egy másik versenyzővel azonos eredményt ért el

## Szánkó
| Versenyző                      | Versenyszám | 1. futam | 1. futam | 2. futam | 2. futam | 3. futam | 3. futam | 4. futam | 4. futam | Összesítés | Összesítés |
| Versenyző                      | Versenyszám | Idő      | Hely.    | Idő      | Hely.    | Idő      | Hely.    | Idő      | Hely.    | Idő        | Helyezés   |
| ------------------------------ | ----------- | -------- | -------- | -------- | -------- | -------- | -------- | -------- | -------- | ---------- | ---------- |
| Hirakava Cukasza               | Férfi egyes | 47,732   | 22.      | 48,015   | 24.      | 47,776   | 21.      | 48,241   | 26.      | 3:11,764   | 24.        |
| Takagi Takasi                  | Férfi egyes | 48,402   | 25.      | 47,527   | 18.      | 47,877   | 26.      | 47,329   | 17.      | 3:11,135   | 20.        |
| Kató Jumiko                    | Női egyes   | 43,752   | 20.      | 43,556   | 20.      | 53,210   | 26.      | kizárták | kizárták | kiesett    | kiesett    |
| Kosimizu Hitomi                | Női egyes   | 43,696   | 19.      | 43,929   | 23.      | 43,508   | 18.      | 43,243   | 20.      | 2:54,376   | 18.        |
| Takagi Takasi Hirakava Cukasza | Kettes      | 43,047   | 12.*     | 42,980   | 12.      |          |          |          |          | 1:26,027   | 12.        |